# Бирбилас, Альгимантас
Альгимантас Бирбилас (лит. Algimantas Birbilas; род. 9 сентября 1960, Рагува, Паневежский район) — литовский журналист, политик, спортсмен и спортивный функционер. Глава фракции Литовских христианских демократов в партии СО-ХДЛ (Союз Отечества — Литовские христианские демократы).
Женат, жена Žydrūnė Birbilienė, бухгалтер. Дочь Austėja, сын Alantas.
Изобрел литовские шашки каско (Kaškės) и литовские шахматы («Krepšinio šachmatai»). В родной Рагуве проводит соревнования по этой игре